# Gaudium et Spes
Gaudium et Spes, Glæde og håb, er et katolsk kirkedokument fra 1965.
Dokumentet er Det andet Vatikankoncils såkaldte pastorale konstitutuion dvs. bekendelsesskrift, og er et af de fire concilvedtagelser som kom ud af det storstilede kirkemøde. Det omhandler bandt andet synet på menneskets værdighed, kampen mellem det gode og det onde, den tredje verdens problemer og kirken forhold til kulturen og det politiske samfund.
Skriftet regnes for en teologisk nyskabelse i den katolske kirke. Det er et opgør med den dybe mistro overfor den moderne verden, som den katolske kirke siden oplysningstiden ved skiftende lejligheder havde udvist. Skriftet blev godkendt af biskopperne med stemmerne 2.307 for og 75 imod.